# توتس و مایتالس
توتس و مایتالس (انگلیسی: Toots and the Maytals) از مشهورترین گروه‌های موسیقی اسکا و راکستدی جامائیکایی بود که اوایل دههٔ ۱۹۶۰ میلادی شکل گرفت و نقشی اساسی در محبوبیت سبک رگی ایفا کرد تا آنجا که نام «رگی» از ترانهٔ این گروه یه نام «رگی کُن» ("Do the Reggay") برگرفته شده‌است.
توتس هیبرت، خوانندهٔ گروه، به همراه باب مارلی از پیشگامان موسیقی رگی به‌شمار می‌رود و از سوی مجلهٔ رولینگ استون یکی از صد خوانندهٔ برتر تاریخ نام گرفته‌است.